# Malateca
Malateca (do celta *mal-aco-s, "digno de elogio") era uma povoação que ficava na via romana entre Olisipo (Lisboa) e Salácia (Alcácer do Sal). Os viajantes que vinham de Olisipo passam por povoações tais como Aquabona, Cetóbriga, Ceciliana antes de chegarem à Malateca, podendo depois seguir caminho para cidades como Ebora. Apesar de sua localização exata ser atualmente imprecisa, seu nome provavelmente deu origem ao nome da vila de Marateca em Palmela e a Ribeira de Marateca.